# Licentiatgrad
 Denne artikel omhandler overvejende eller alene danske forhold. Hjælp gerne med at gøre artiklen mere almen.
Licentiatgrad ((latin) licentia: licens, forkortet lic.) er en akademisk grad, der tidligere har været anvendt i Danmark. Den blev senest anvendt i perioden 1955-1988, hvorefter den også blev betegnet "licentiatgraden, ph.d." . I 1992 blev dette ændret til "ph.d.-graden (licentiatgraden)" . I 2002 blev licentiatgraden afløst af "ph.d.-graden" .
Den betegnede i denne periode en akademisk grad mellem embedseksamen og doktorgrad. Den blev først (gen)indført ved teologi og i 1969 ved de øvrige fakulteter
Tidligere var det en akademisk grad mellem baccalaureusgraden og doktorgraden i teologi, medicin og jura og gav bl.a. licentiaten ret til at forelæse ved Københavns Universitet. Den blev afskaffet i medicin i 1854, i jura i 1872 og i teologi i 1917 [kilde mangler].
Licentiatgraden tildeltes som hovedregel ved afslutningen af en forskeruddannelse ved et universitet eller en højere læreanstalt. Som led i forskeruddannelsen skal kandidaten udfærdige en videnskabelig afhandling, som forsvares ved et offentligt forsvar. I undtagelsestilfælde kunne universiteterne vælge at antage en videnskabelig afhandling med henblik på tildeling af en licentiatgrad uden forudgående forskeruddannelse.
Der eksisterede forskellige varianter af licentiatgraden afhængigt af fagområdet, f.eks. lic. scient. for naturvidenskaberne, lic. vet. med. for det veterinærvidenskabelige område, lic. jur. for jura og så videre.